# Poruba (Miro Požár)
Poruba je pískovcová skulptura, jejímž autorem je valašskomeziříčský umělec Miro Požár (*1962) a která se nachází v exteriéru na Hlavní třídě v Ostravě-Porubě v Moravskoslezském kraji.

## Další informace
Miro Požar v červnu roku 2002 zamýšlel vytvořit během 24 hodin z dvoutunového pískovcového kvádru umělecké dílo v podobě ženského profilu. Tento pokus o vytvoření ojedinělého rekordu kvůli nepřízni počasí nevyšel, avšak socha v Porubě zůstala a stala se dekorativní součástí Hlavní třídy. Je to částečná silueta ženy s rozevlátými vlasy.

## Galerie

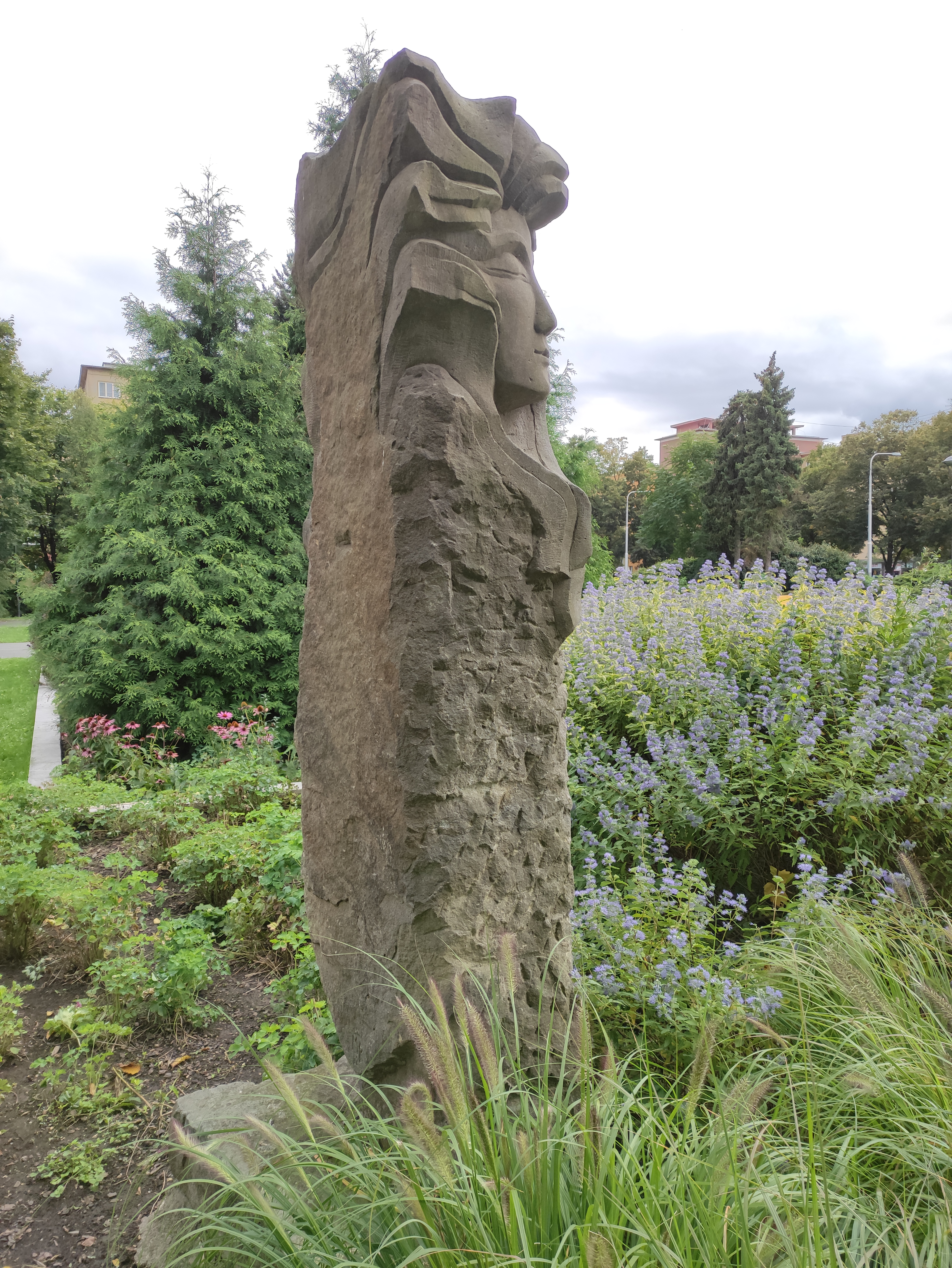
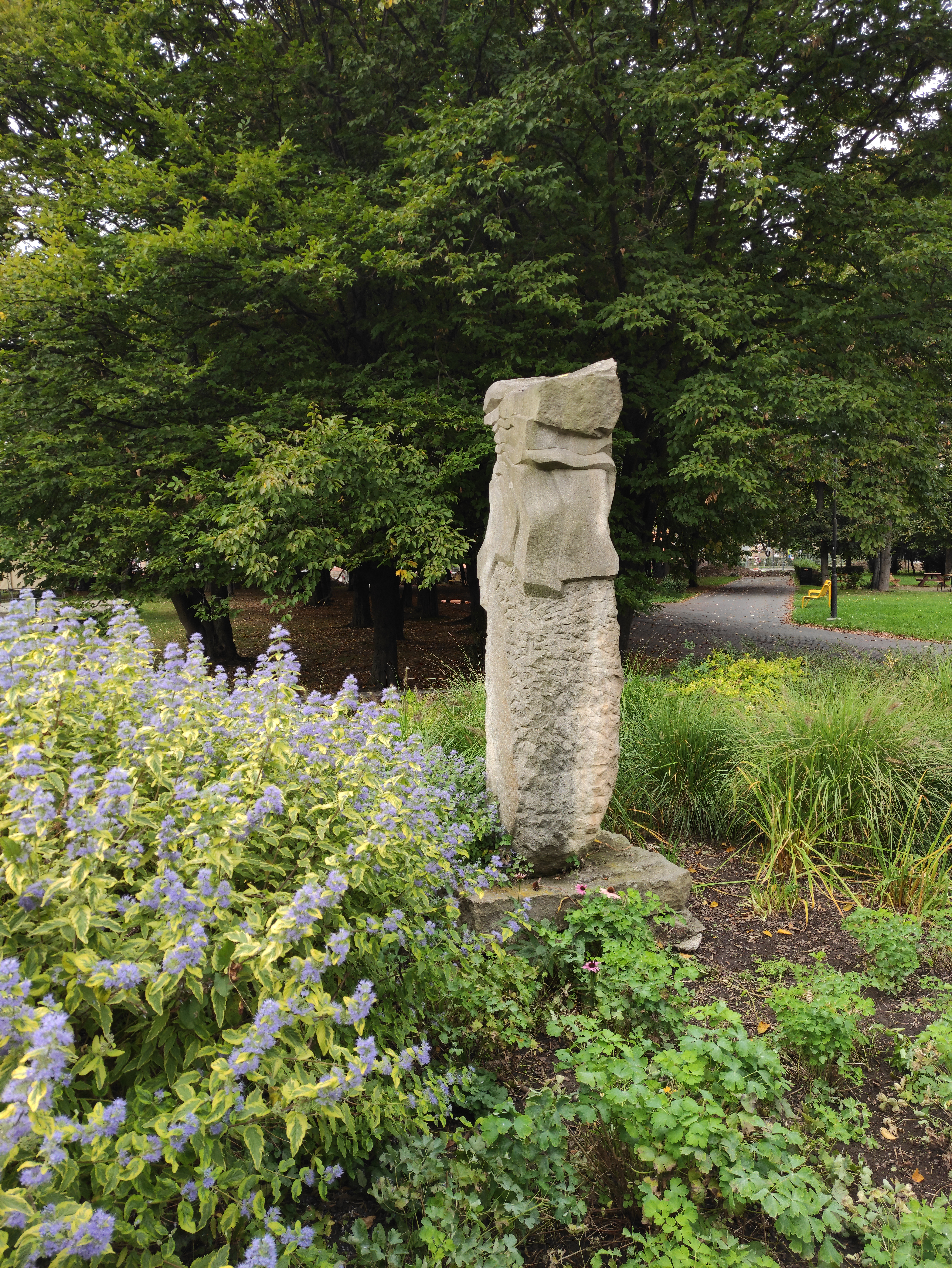